# Jean Wyart
Jean Léon Wyart (* 16. Oktober 1902 in Avion; † 13. März 1992 in Paris) war ein französischer Mineraloge und Kristallograph.
Wyart war der Sohn eines Eisenbahnmechanikers und konnte mit einem Stipendium der Eisenbahngesellschaft die Vorbereitungsschulen der Grand Écoles besuchen. 1923 begann er sein Studium an der École normale supérieure und war danach Assistent für Mineralogie. 1933 wurde er promoviert mit einer Dissertation über Zeolithe. 1948 bis 1973 leitete er das Labor für Mineralogie der Sorbonne. Er lehrte auch an der École supérieure de physique et de chimie industrielles de la ville de Paris (ESPCI ParisTech).
Ab 1947 war er Mitherausgeber der Acta Crystallographica. 1957 wurde er Präsident der Internationalen kristallographischen Union. Ab 1941 war er Leiter des Dokumentationszentrums des CNRS. Er richtete die Ausstellung über Kristallographie am Palais de la découverte ein. 1959 wurde er Mitglied der Academie des Sciences.
Mit Charles Mauguin war er ein Pionier der kristallographischen Röntgenstrukturanalyse in Frankreich.
1966 wurde er Mitglied der Leopoldina.